# Deftones (álbum)

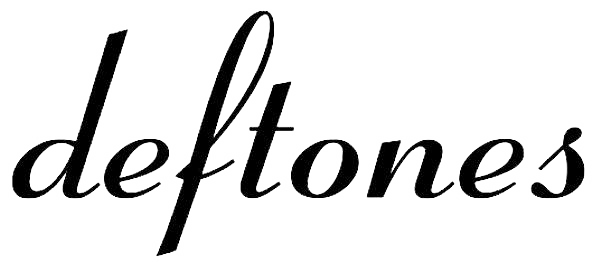
Deftones

Deftones, álbum homónimo, es el cuarto álbum de estudio de Deftones. Lanzado el 20 de mayo de 2003 por Maverick Records, fue grabado durante 2002 en California y Seattle. La principal novedad del álbum, está en la activa participación de Frank Delgado en los turntables, teclados y samplers. Delgado ya había hecho algunas colaboraciones con la banda en Around the Fur, pero sería después del White Pony cuando se oficializa su ingreso fijo en Deftones.

## Información del álbum
El título del disco iba a ser Lovers, pero se desechó a última hora, porque Chino Moreno, cantante del grupo, pensaba que era demasiado evidente para el contexto del álbum. De todas formas, en el sencillo promocional de "Hexagram" en el Reino Unido, aparece la canción "Lovers" como cara B. Los sencillos de este disco fueron, la mencionada anteriormente, "Hexagram" y "Minerva". También, aparecen canciones de este trabajo en dos videojuegos: "Battle-axe", en Tom Clancy's Ghost Recon Advanced Warfighter 2 y "Minerva", en True Crime: Streets of LA.

## Ventas
Se vendieron 167.000 copias en la primera semana de Deftones en Estados Unidos, y el disco fue número dos del Billboard en 2003.

## Listado de canciones
- Todos los temas escritos por Deftones, salvo "Lucky You", por Deftones y DJ Crook.

1. "Hexagram" – 4:09
2. "Needles and Pins" – 3:23
3. "Minerva" – 4:17
4. "Good Morning Beautiful" – 3:28
5. "Deathblow" – 5:28
6. "When Girls Telephone Boys" – 4:36
7. "Battle-axe" – 5:01
8. "Lucky You" – 4:10
9. "Bloody Cape" – 3:37
10. "Anniversary of an Uninteresting Event" – 3:57
11. "Moana" – 5:04

## Créditos
- Chino Moreno - cantante, dirección creativa, fotógrafo adicional, guitarra
- Abe Cunningham - batería
- Chi Cheng - bajo
- Frank Delgado - turntable, samples, teclados
- Stephen Carpenter - guitarra

- Terry Date - productor, mezclas
- Rey Osburn - coros (en "Lucky You")
- Frank Maddocks - dirección creativa, director artístico, diseño
- James R. Minchin III - fotógrafo de la banda
- Kinski Gallo - fotógrafo adicional
- Nick Spanos - fotógrafo adicional

- Datos: Q2333474